# Балтазар (вожд)
Вижте пояснителната страница за други личности с името Балтазар.
Балтаза̀р или Алип-би (Baltazár, Alyp-bi) е син на Баламбер и води хуните на Долен Дон.
Хуните разбиват аланите. През 375 г. те нападат гревтунгите, царството на Ерманарих, който се самоубива през 376 г. след загуба при една битка с тях.  Гревтунгите са победени и трябва да им плащат данъци.
Хуните на Баламер, съюзени с някои остготи, нападат през 378 г. остготите на Винитар. След това баща му Баламбер се жени за готската принцеса Валадамарка, дъщеря на Винитарий (или Валамер), който въстанал и е убит от него. Хуните господстват така над всички остготи, чрез кралете им.
През 378 г. Балтазар става княз на хуните. За две десетилетия хуните си създават източноевропейско царство и предприемат едва през 395 г. проучвателни походи към Кавказ и Долен Дунав.
Балтазар умира през 390 г. и е погребан на планината Куиантау (днешен Киев). След него крал на хуните става Улдин.